# Lucio Tutilio Luperco Ponciano
Lucio Tutilio Luperco Ponciano (en latín: Lucius Tutilius Lupercus Pontianus) fue un senador romano del siglo II que desarrollo su cursus honorum bajo los reinados de Trajano y Adriano.

## Origen y familia
Natural de Lorium, en la Regio VII Etruria de Italia, donde tenía posesiones, posiblemente era hijo de Lucio Tutilio Luperco, cónsul sufecto alrededor del año 105, y gobernador de Moesia Superior en el año 115, bajo Trajano,

## Carrera
Luperco Ponciano fue cónsul ordinario en el año 135 junto con Publio Calpurnio Atiliano, siendo emperador Adriano. Existe referencia de su consulado en los fasti consulares y en otras inscripciones.

## Descendencia
Es probable que Lucio Tutilio Ponciano Genciano, consul suffectus en el año 183 fuera descendiente suyo, tal vez su nieto.